# اطلس زبان‌های ایران
اطلس آنلاین زبان‌های ایران (ALI) مجموعه‌ای از نقشه‌های توزیع زبان‌های تعاملی و نقشه‌های زبانی زبان‌های رایج در سراسر ایران است. اطلس در مرکز تحقیقات ژئوماتیک و کارتوگرافی (GCRC) در دانشگاه کارلتون در اتاوا، کانادا گسترش یافته و نگهداری می‌شود. نقشه‌های اطلس جستجوپذیر هستند و الگوهایی را در واج‌شناسی، مورفوسنتکس و واژگان زبان‌های رایج در کشور ایران را نشان می‌دهند. از آنجایی که اطلس تعاملی است، کاربران می‌توانند به داده‌ها و اطلاعات نشان داده شده بر روی نقشه‌ها دسترسی داشته باشند، و تشویق می‌شوند تا در مورد داده‌های زبانی برای هر مکان مشارکت کرده و نظر بدهند.

## نقشه زبانی
هدف اصلی این اطلس ارائه یک دید کلی از وضعیت زبان در ایران است. اطلس هم نقشه‌های توزیع زبان تعاملی و هم نقشه‌های زبانی ایستا را ارائه می‌دهد. نقشه‌های توزیع زبان، انواع زبان‌های رایج در سراسر استان‌های ایران را به همراه تخمینی از شمار گویشوران برای هر گونه نشان می‌دهد.

## طبقه‌بندی زبان
اطلس زبان‌های ایران (ALI) با استفاده از درخت طبقه‌بندی سنتی، بر پایه آثار زبان‌شناسان و دیگر پژوهشگران، طبقه‌بندی کاری از زبان‌های ایران را ارائه می‌کند.
درخت طبقه‌بندی زبان نیز به‌عنوان یک نمودار نیروی سه‌بعدی وب نمایش داده می‌شود که انواع زبان‌ها و انواع گوناگون پیوندهای میان آن‌ها را تجسم می‌کند مانند وراثت تبارشناسی، شباهت منطقه‌ای و هویت قومی.